# Ctenocella pallida
Ctenocella pallida är en korallart som beskrevs av Manfred Grasshoff 1999. Ctenocella pallida ingår i släktet Ctenocella och familjen Ellisellidae. Inga underarter finns listade i Catalogue of Life.